# 金梁鳳
金梁凤（?—?），唐朝相士。
金梁凤善于相面，又言玄象，能说人的贵贱夭寿。天宝十三载（754年），客居河西。哥舒翰为河西节度使，唐玄宗下诏让他入京师。裴冕为祠部郎中，知河西留后，在武威。金梁凤对裴冕说：“玄象有变，半年间有战乱兴起，郎中此时当以御史中丞不拜宰相，不离天子左右，大富贵。”裴冕说：“金公狂言，裴冕何以至此？”金梁凤说：“有一个太阳向东京而去，一个太阳入蜀川，一个太阳来到朔方，此时裴公得相。”裴冕害怕他的话，深深谢绝。其后安禄山造反，南犯洛阳，自称皇帝。哥舒翰东守潼关，几个月后，奏裴冕为御史中丞，催他赶赴西京。裴冕见事情应验，又问三日之兆，金梁凤说：“东京的太阳即将磨灭，蜀川的太阳也不能久，此间的太阳何转分明，不可说。”裴冕记住了。潼关失守，玄宗幸蜀，太子李亨北至灵武，裴冕劝李亨即位，改元为至德元年。裴冕为中书侍郎、平章事。裴冕推荐金梁凤，肃宗李亨召拜都水使者。
金梁凤在河陇，对吕諲说：“判官的骨相，应该官至宰相。须得一大惊吓，就能得到了。”吕諲后来到驿舍，责备驿长，鞭打他。驿吏武将，性情粗猛，持弓矢进入，射吕諲，箭矢两发，差点射中吕諲的脸，吕諲逾墙得免。告诉了金梁凤，金梁凤说：“此必入相。”第二年，吕諲自黄门侍郎知政事。
金梁凤在凤翔，李揆、卢允二人同去见他，都穿着素服，自称是候补官员。金梁凤对他们说：“公等都做到清望官，怎么说没有官职。”李揆、卢允以实情相对。金梁凤对李揆说：“李公从舍人即入为宰相，一年之内的事。”对卢允说：“卢公最好即是吏部郎中。”克复两京后，李揆自中书舍人知礼部侍郎事，入朝为中书侍郎、平章事，以卢允为吏部郎中。尔后装聋隐藏自己。裴冕为右仆射、兼御史大夫、成都尹、剑南节度使，有皇帝批示，令带着金梁凤出行。后来病卒。

## 延伸阅读
[在维基数据编辑]
 《舊唐書·卷191》，出自刘昫《舊唐書》